# Paj-se
Paj-se (čínsky pchin-jinem Bǎisè, znaky 百色) je městská prefektura v Čínské lidové republice. Jedná se o nejzápadnější prefekturu autonomní oblasti Kuang-si. Má rozlohu zhruba 36 tisíc čtverečních kilometrů a v roce 2020 v ní žilo tři a půl miliónu obyvatel. Sousedí s provinciemi Kuej-čou a Jün-nan, na jihu hraničí s Vietnamem.
Samotné město bylo založeno coby město v roce 1730.
V roce 1929 zde 11. prosince zorganizovala Komunistická strana Číny neúspěšné povstání pod vedením Tenga Siao-pchinga proti vládě Kuomintangu.

## Administrativní členění
Městská prefektura Paj-se se člení na dvanáct celků okresní úrovně, a sice dva městské obvody, dva městské okresy, sedm okresů a jeden autonomní okres.
| městský obvod · Jou-ťiang městský obvod · Tchien-jang městský okres · Ťing-si městský okres · Pching-kuo okres · Tchien-tung okres · Te-pao okres · Na-pcho okres · Ling-jün okres · Le-jie okres · Tchien-lin okres · Si-lin autonomní okres · Lung-lin |                |                       |                    |                                  |
| Název | Název          | Počet obyvatel (2020) | Rozloha km² (2020) | Hustota zalidnění (obyv. na km²) |
| český přepis | znaky          | Počet obyvatel (2020) | Rozloha km² (2020) | Hustota zalidnění (obyv. na km²) |
| Městské obvody |                |                       |                    |                                  |
| Jou-ťiang | 右江区         | 472 086               | 3 728              | 127                              |
| Tchien-jang | 田阳区         | 308 785               | 2 373              | 130                              |
| Městské okresy |                |                       |                    |                                  |
| Ťing-si | 靖西市         | 489 163               | 3 333              | 147                              |
| Pching-kuo | 平果市         | 455 643               | 2 457              | 185                              |
| Okresy |                |                       |                    |                                  |
| Tchien-tung | 田东县         | 352 007               | 2 811              | 125                              |
| Te-pao | 德保县         | 269 758               | 2 575              | 105                              |
| Na-pcho | 那坡县         | 171 781               | 2 241              | 77                               |
| Ling-jün | 凌云县         | 188 194               | 2 047              | 92                               |
| Le-jie | 乐业县         | 146 397               | 2 634              | 56                               |
| Tchien-lin | 田林县         | 224 828               | 5 519              | 41                               |
| Si-lin | 西林县         | 142 098               | 2 979              | 48                               |
| Autonomní okres |                |                       |                    |                                  |
| Lung-lin (různých národností) | 隆林各族自治县 | 350 765               | 3 516              | 100                              |
| |                |                       |                    |                                  |
| Celkem | Celkem         | 3 571 505             | 36 213             | 99                               |